# Anabantoidei
Gli Anabantoidei (Anabantoidei Cuvier & Valenciennes, 1831) costituiscono un sottordine  dell'ordine Anabantiformes, classe degli Actinopterygii; si tratta di pesci d'acqua dolce che si distinguono per avere un apparato respiratorio di tipo polmonare a forma labirintica, che consente loro di respirare anche in aria, fuori dall'elemento naturale. Essi sono noti anche con i nomi di labirintidi. Alcuni di essi costituiscono un'importante fonte alimentare per l'uomo, mentre altri, come il pesce siamese combattente ed il pesce del paradiso, sono noti come pesci da acquario.

## Descrizione

### Organo labirintico
L'organo labirintico, una caratteristica tipica dei pesci appartenenti al sottordine degli Anabantoidei, è un organo respiratorio accessorio pieghettato supra- branchiale. Esso è formato da espansioni vascolarizzate dell'osso epibranchiale del primo arco branchiale, che viene utilizzato per la respirazione in aria.
Questo organo permette ai pesci labirintici di assorbire l'ossigeno direttamente dall'aria, invece di utilizzare quello disciolto in acqua attraverso l'uso delle branchie. L'organo labirintico infatti favorisce l'assorbimento diretto dell'ossigeno da parte dell'apparato circolatorio. La conseguenza è che questo tipo di pesci possono sopravvivere per brevi periodi fuori dall'acqua, inalando l'aria intorno a loro a patto che si trovino in ambiente umido.
Essi tuttavia non nascono già con questa caratteristica, poiché il loro organo labirintico si sviluppa gradualmente con la loro crescita, periodo durante il quale essi respirano solo attraverso le loro branchie.

## Distribuzione e habitat
I pesci labirintici sono presenti nelle acque dolci dell'Asia e dell'Africa. In Asia si trovano in Asia orientale, nel Sud-est asiatico e nell'Asia meridionale, specialmente, ma non solo, in acque calme, calde e povere di ossigeno. In Africa un significativamente piccolo numero di specie di questo sottordine si può trovate nella metà meridionale del continente, concentrato nelle foreste pluviali.
Le caratteristiche degli habitat di questi pesci sono indicative delle dimensioni dei loro organi labirintici, poiché la dimensione degli organi è inversamente correlata al livello di ossigeno presente nelle acque da loro frequentate. Le specie native di acque poco ossigenate hanno maggiori probabilità di sviluppare organi labirintici maggiori e più complessi di quelli nati in acque calme e ricche di ossigeno.

## Biologia

### Alimentazione
Generalmente i pesci labirintici sono carnivori, che si cibano di piccola organismi acquatici e carogne. Qualche specie si nutre anche di alghe e di piante acquatiche. La maggior parte di essi è attiva nelle ore diurne, ma altre specie africane si cibano durante le ore del tramonto e quelle notturne. Le specie del genere Trichogaster possono sputare verso insetti per farli cadere sulla superficie dell'acqua, come fanno i pesci arcieri.

### Riproduzione

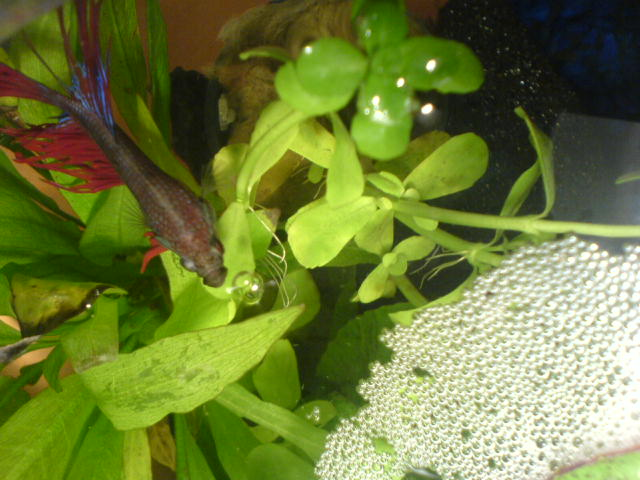
Un maschio di Betta splendens che costruisce un nido di bolle.

I labirintidi sono noti per il loro nidi a bolle, sebbene alcune specie non costruiscono bolle ed utilizzano altri metodi per le covate. Come suggerisce la parola stessa, i nidi a bolle sono costituiti da bolle flottanti ricoperte di muco orale secreto dai maschi.
Tipicamente, il maschio che ha costruito il nido a bolle lo sorveglia da vicino e recupera continuamente uova ed avannotti caduti fuori del nido. Alcune specie di Betta, che vivono in corsi d'acqua veloci, sono ciclidi incubatori orali e non costruiscono nidi a bolle. I maschi di queste specie tengono uova ed avannotti nella loro bocca e li lasciano, pronti e liberi di nuotare, dopo circa 10 giorni dopo la fecondazione.

## Tassonomia
Il sottordine degli Anabantoidei si divide in tre famiglie:
- Anabantidae
- Helostomatidae
- Osphronemidae

## Gli Anabantoidi come pesci eduli

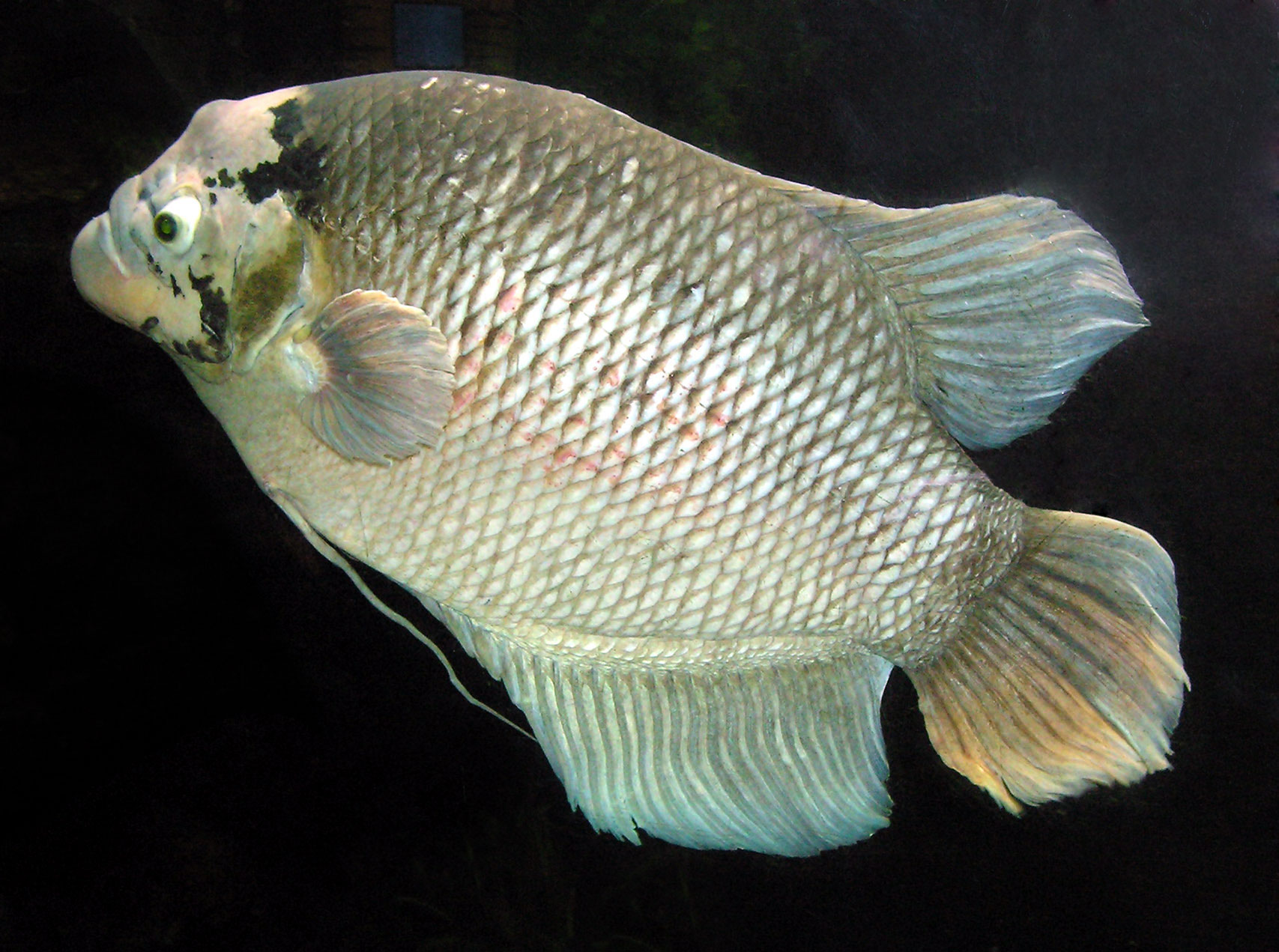
L Osphronemus goramy, viene spesso allevato in gabbie galleggianti nella Tailandia centrale

Numerose specie di pesci labirintidi costituiscono un'importante fonte di cibo per gli abitanti locali. Il "gourami gigante", ad esempio, è un pesce molto apprezzato per la tenerezza della sua carne e la scarsa presenza di spine. Questa specie è ampiamente allevata in Tailandia ed in altri paesi del sud-est asiatico e fu introdotta appositamente nelle acque tropicali e subtropicali in tutto il mondo.
Durante il periodo coloniale la Francia tentò d'introdurre questo pesce in molti dei suoi territori. Benché il tentativo d'introdurlo nella Francia meridionale sia fallito, il "gourami gigante" venne ben inserito in altre colonie francesi. Verso la fine degli anni ottanta fallirono alcuni tentativi d'introdurre il "gourami gigante" come pesce edule nelle acque della California, mentre negli anni cinquanta aveva avuto successo il tentativo d'introdurlo nelle Hawaii.
Altri piccolo labirintidi, quali il gourami sbaciucchione (Helostoma temminckii), Trichogaster pectoralis ed altri gourami del genere Trichogaster, costituiscono cibo abituale nei paesi dell'Asia sudorientale. In alcune zone il pesce viene salato e seccato.

## Gli Anabantoidi come pesci d'acquario

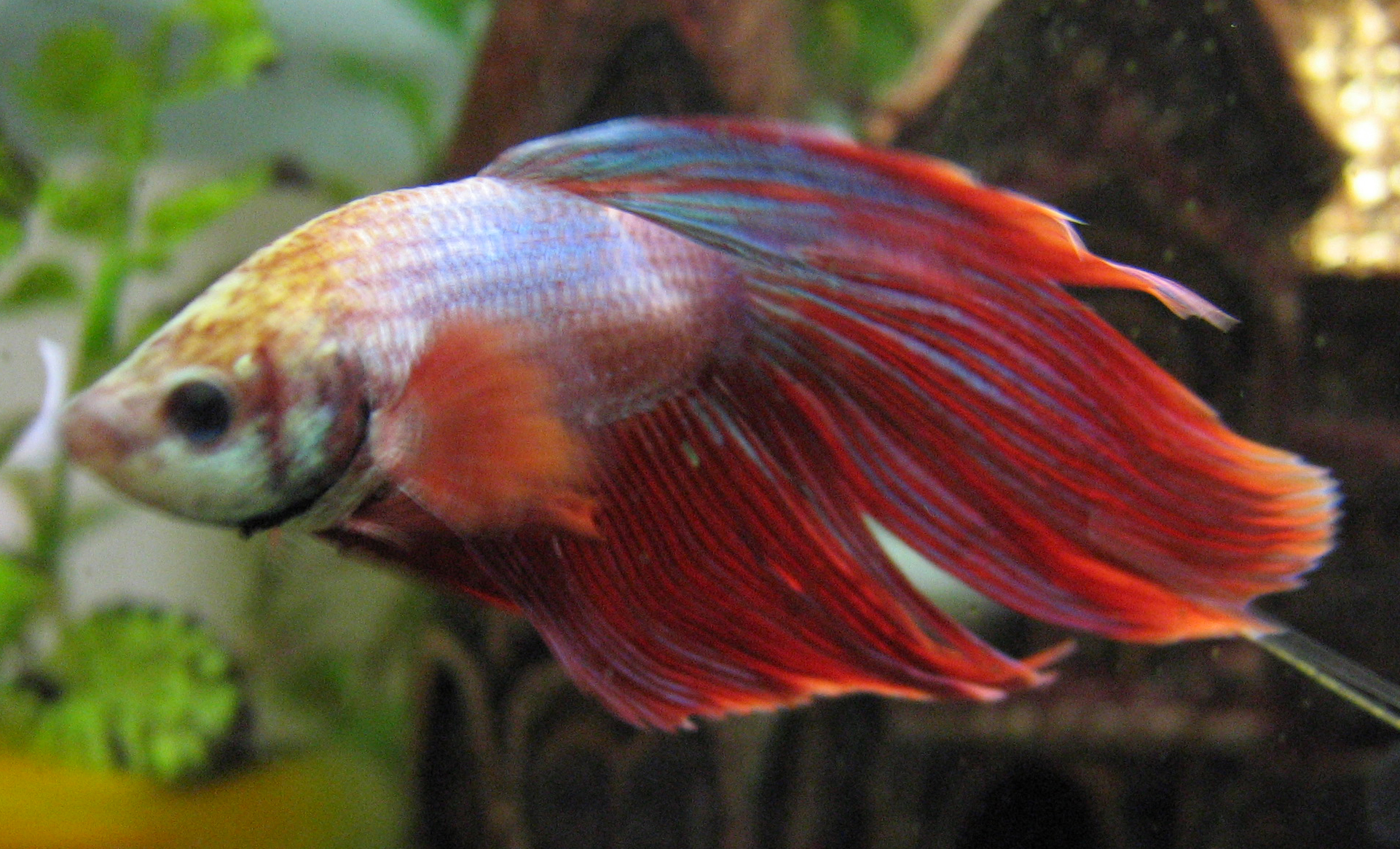
Il Pesce siamese combattente, originariamente allevato per esibizioni di combattimento, è divenuto popolare nel commercio dei pesci da acquario

Il pesce siamese combattente è forse il più noto fra i pesci labirintidi nel mondo degli acquari. Anche il pesce del paradiso ha una lunga storia come pesce da acquario e fu uno dei primi pesci da acquario introdotto nel West americano. Molte specie di gourami, in particolare il gourami blu e il gourami nano vengono allevati per farne commercio con gli acquari e sono disponibili in molte varietà di colori. A causa della loro capacità di utilizzare l'ossigeno atmosferico, questi pesci dipendono in misura minore degli altri dalla forma di aerazione nei loro contenitori: essi possono infatti anche risalire in superficie per respirare.
I pesci siamesi combattenti maschi non possono essere tenuti nel medesimo acquario per nessuna ragione, poiché si combattono fino alla morte. In numerose coppie di allevamento, maschio e femmina non possono essere tenuti insieme a lungo. Per altre specie di anabantoidi, un grande acquario con un solo maschio per contenitore è la cosa migliore da fare per evitare che si aggrediscano reciprocamente.